# 코네티컷 칼리지
코네티컷 칼리지(Connecticut College)는 미국 코네티컷주 뉴런던의 사립 자유예술대학이다. 캠퍼스에 약 1,815명의 학생이 있는, 기숙사가 있는 4년제 대학이다. 이 칼리지는 웨슬리언 대학교가 1909년 여성 입학을 막은 것에 대한 대응 차원에서 "Connecticut College for Women"라는 교명으로 1911년 설립되었다. 이 이름은 남성 입학을 시작한 1969년에 "코네티컷 칼리지"로 바뀌었다.